# Carbasalato de calcio
El Carbasalato de calcio es un medicamento de combinación de dos sustancias: la carbamida (urea) y la forma cálcica del ácido acetilsalicílico (aspirina).
El razonamiento detrás de esta combinación se debe a que la aspirina se asocia con efectos secundarios gastrointestinales, como úlceras gástricas, hemorragia gástrica y dispepsia. El carbasalato de calcio, en forma efervescente es una formulación amortiguada de aspirina que se asocia con toxicidad gástrica reducida en comparación con la aspirina simple en voluntarios sanos. Sin embargo, un estudio de cohortes comprobó que en realidad, el empleo del carbasalato de calcio a dosis bajas no era mejor que la aspirina sola. Inclusive, tanto a la aspirina como al carbaselato de calcio se les ha relacionado con la presencia de microhemorragias estrictamente lobares (depósitos de hemosiderina en el cerebro que son indicativos de microangiopatía).
El objetivo de otro estudio fue investigar la incidencia de úlceras pépticas en una cohorte poblacional utilizando ya sea ácido acetilsalicílico (80 mg) en dosis bajas bioequivalentes o carbasalato de calcio efervescente (100 mg). Se descubrió que la tasa de incidencia de úlceras pépticas fue similar en pacientes que usaron el carbasalato de calcio en comparación con el ácido acetilsalicílico a dosis bajas. Esto implica que las úlceras pépticas parecen estar relacionadas con los efectos sistémicos más que con los efectos locales del ácido acetilsalicílico en dosis bajas.
Como agente antiinflamatorio, el carbasalato de calcio se usa en diversas especies animales. Se estudió la farmacocinética del fármaco en pollos de engorda. Se concluyó que el medicamento se metaboliza rápidamente en ácido acetilsalicílico y éste se convierte rápidamente en ácido salicílico y este, por último, forma el ácido gentísico como metabolito final.